# Razzmattazz
Razzmattazz (sprich: Räsmatäs) ist eine deutsche Rockband; der Musik-Stil umfasst Hard Rock und NWOBHM; sie erhielt viermal in Folge den  Rock- und Pop-Preis des DRMV (Deutscher Rock- und Popmusiker Verband) mit insgesamt 10 Auszeichnungen.

## Geschichte
Die Band wurde im Jahr 2011 in Metzingen von Tom Schaupp gegründet. 2013 gewann sie den Publikumscontest und eröffnete das Festival Rock of Ages in Seebronn. Im Oktober 2015 war Razzmattazz für mehrere Konzerte Support für Nazareth. 2016 engagierte Radio Hamburg die Band zum Motorradgottesdienst vor 5.000 Bikern. Im November und Dezember 2017 war Razzmattazz bei der "Diggin for Gold - Tour 2017" für 8 Konzerte erneut Support für Nazareth während ihrer Europa-Tour. Im März 2018 und April 2019 gewann die Band den Akademia Award für den "Best Rock Song". Im Oktober und November 2018 war Razzmattazz Support für Axxis bei der Monster-Hero-Tour.
Insgesamt veröffentlichte die Band vier Alben und eine EP.

## Auszeichnungen
30. Deutscher Rock- und Pop-Preis 2012
- 1. Preis Kategorie „Bestes Hard-Rock-Album“
- 2. Preis Kategorie „Bester Hard-Rock-Song“
- 2. Preis Kategorie „Bester Metal-Song“

32. Deutscher Rock- und Pop-Preis 2014
- 1. Preis Kategorie „Bestes Hard-Rock-Album“
- 1. Preis Kategorie „Bester Hard-Rock-Song“

34. Deutscher Rock- und Pop-Preis 2016
- 1. Platz „Bestes Hard Rock Album“
- 1. Platz „Bester Hard Rock Song“
- 2. Platz „Bester Hard Rock Song“

36. Deutscher Rock- und Pop-Preis 2018
- 1. Platz „Bestes Hard Rock Album“
- 2. Platz „Bester Hard Rock Song“

Quelle:
Akademia Award "Best Rock Song" März 2018
Akademia Award "Best Rock Song" April 2019

## Bandmitglieder

### Aktuelle Besetzung
- Tom Schaupp (Gitarre, Gesang)
- Wolle Heieck (Gitarre, Gesang)
- Peter Ucik (Bass, Gesang)
- Ulf S. Gokeler (Schlagzeug)

### Ehemalige Mitglieder
- Timothy Toing (Bass)
- Alex Palma (Bass)
- Tommy Wiegand (Bass)
- Mudge Schnitzler (Schlagzeug)
- Mike Bösinger (Schlagzeug)
- Matthew Sting (Schlagzeug, Gitarre)

## Diskografie
- First Bullet (EP)
- 2012: Rock'n Roll Hero (LP)
- 2015: Sons of Guns (LP)
- 2017: Diggin for Gold (LP)
- 2019: Hallelujah (LP)